# لاکور (فرانسه)
لاکورت (به فرانسوی: Lacourt) یک کمون در فرانسه است که در Canton of Saint-Girons واقع شده‌است.

## خصوصیات
لاکورت ۱۶٫۵ کیلومترمربع مساحت و ۲۰۱ نفر جمعیت دارد و ۴۲۰ متر بالاتر از سطح دریا واقع شده‌است.